# Protesi ortopedica
In ortopedia le protesi sono componenti atte a sostituire in parte o completamente un segmento scheletrico del corpo umano (es: un arto, una falange) per cause acquisite come un evento traumatico o per cause congenite, restituendo immagine corporea e funzionalità;
Queste si dividono in esoprotesi (esterne) ed endoprotesi (interne).

## Esoprotesi ortopediche
Le esoprotesi sono dispositivi medici, costruiti su misura da protesisti ortopedici con tecnologie artigianali e/o sistemi CAD/CAM; queste hanno il compito di sostituire la morfologia e, in parte, la funzionalità di un arto amputato.
Questi dispositivi si dividono, con caratteristiche molto diverse fra loro, in: 
- protesi di arto superiore
- protesi di arto inferiore

### Protesi di arto superiore
Questo tipo di dispositivo deve rispondere soprattutto a complessi meccanismi funzionali (oltre che estetici), infatti le protesi di arto superiore hanno integrato, sempre più, sistemi di provenienza elettronica, per svolgere, quanto più possibile, operazioni e motricità vicine a quelli di un arto naturale.

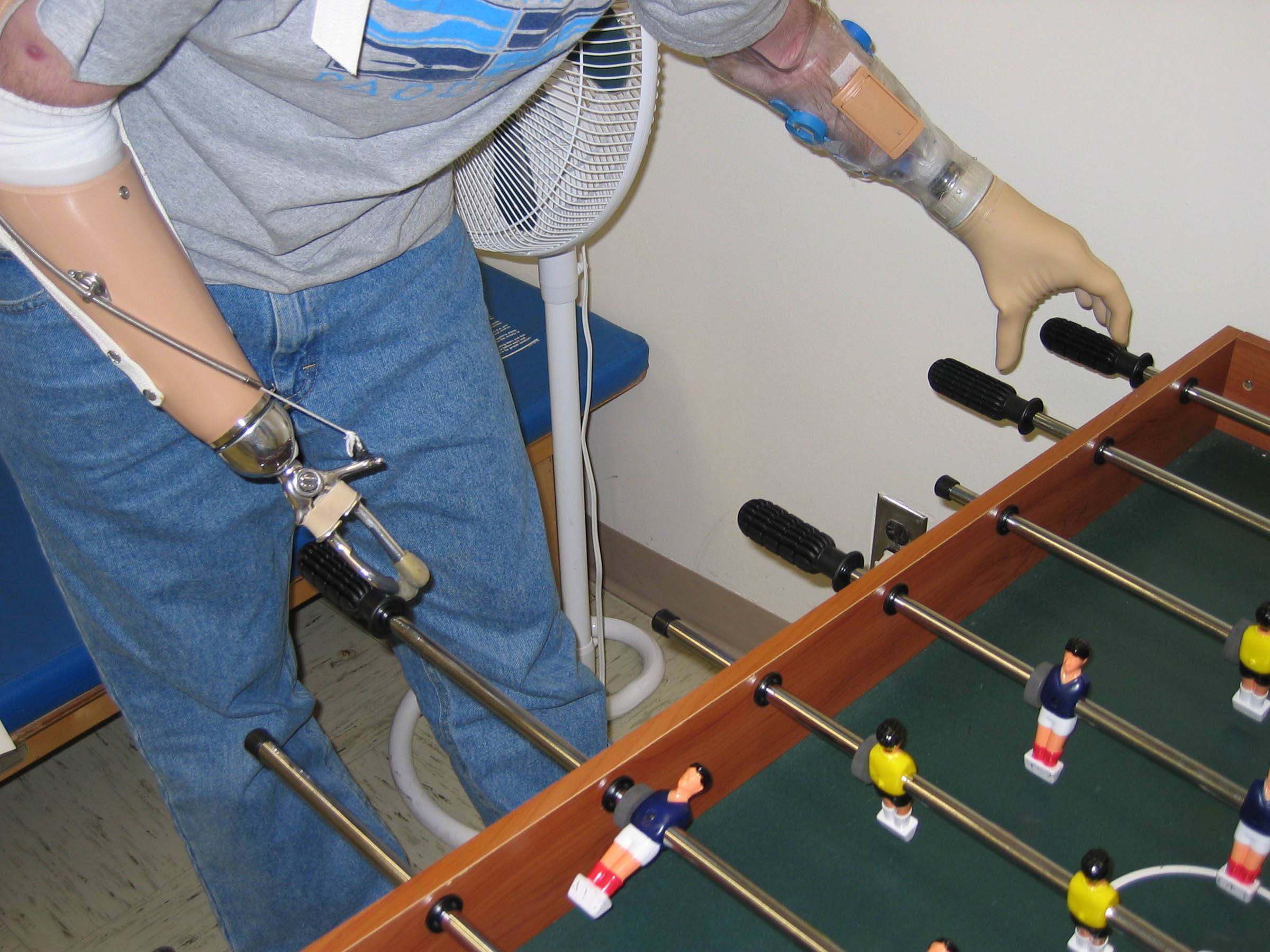
Paziente amputato bilaterale di arto superiore protesizzato

Le protesi di arto superiore si dividono in:
- estetiche di tipo tradizionale
- estetiche di tipo modulare (scheletrica)
- funzionali ad energia corporea (cinematiche)
- funzionali ad energia esterna (elettrica) o energia mista corporea-esterna.

### Protesi di arto inferiore

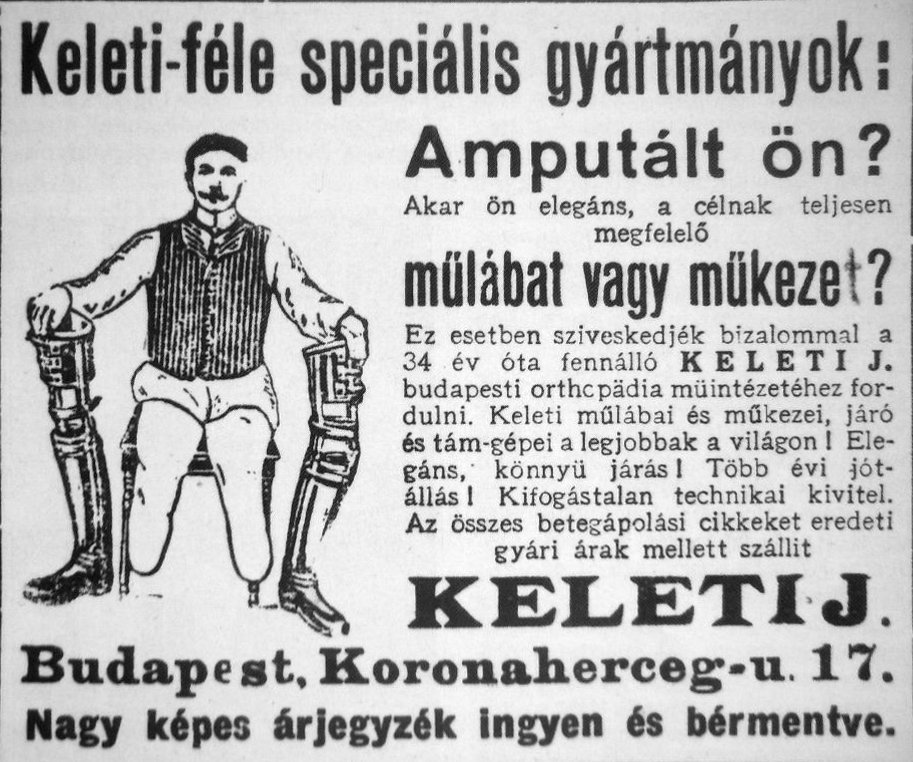
Vecchio annuncio pubblicitario su un giornale ungherese, 1918

Le protesi di arto inferiore hanno come scopo fondamentale quello di permettere ad un soggetto amputato la deambulazione.
Attenti studi di biomeccanica e cinematica del passo hanno permesso lo sviluppo di componenti articolari di altissimo livello per usi normali e quotidiani e per usi sportivi o addirittura agonistici.
Le protesi di arto inferiore si suddividono in:
- Tradizionali
- Modulari

## Descrizione
La protesi tradizionale è caratterizzata da una struttura portante rigida e da eventuali elementi articolari.
La protesi modulare è caratterizzata da una struttura di tipo scheletrico portante, e da eventuali elementi articolari, rivestita da una estetizzazione in materiale espanso elastico.
Quest'ultima tipologia utilizza componenti (articolazioni) meccaniche e/o elettroniche che si comportano in maniera ottimale in dipendenza delle varie fasi del passo, ossia consentendo o inibendo i movimenti di flesso-estensione. Nel caso del ginocchio, tale funzionalità è ottenibile utilizzando sistemi meccanici di vario tipo, ad esempio sistemi con bloccaggio, con freno automatico, idraulici o pneumatici. I modelli più recenti integrano due o più di queste caratteristiche funzionali e per questo sono denominati "Polifunzionali". Questi dispositivi sono caratterizzati dalla possibilità di offrire elevate performance in termini di sicurezza e di dinamismo contemporaneamente, contrariamente non ottenibili con ginocchia monofunzionali.
Dal 1998 sono disponibili sul mercato sofisticati ginocchia a controllo elettronico, che hanno cambiato radicalmente l'approccio alla protesi da parte degli utilizzatori in quanto questi dispositivi, controllati in tempo reale da un microprocessore in essi incorporato, sollevano l'utente dal controllo volontario invece necessario con le articolazioni meccaniche, permettendo il risparmio di energie fisiche e la liberazione di risorse mentali prima assorbite dal costante controllo della deambulazione. Inoltre con questi dispositivi è possibile discendere scale, terreni scoscesi e/o accidentati in totale sicurezza
Anche il piede protesico, componente fondamentale della protesi di arto inferiore, può essere genericamente classificato in:
- Rigido (senza articolazione)
- Articolato Monoasse (con articolazione capace di movimenti in flessione-estensione)
- Articolato Pluriasse (con articolazione capace di movimenti sui tre piani spaziali)
- A Restituzione di Energia, generalmente in fibra di carbonio, leggero e capace di prestazioni varie in dipendenza del design e della capacità di risposta dinamica, adatto per soggetti giovani ma anche in età geriatrica, allo scopo di alleggerire la protesi ed integrare la ridotta capacità energetica degli utenti.

Le protesi vengono identificate a seconda del livello di amputazione o di patologia congenita o acquisita partendo dall'estremità distale dell'arto, moncone (es: "transtibiale" amputazione di gamba; "transfemorale" amputazione di coscia).
Questi dispositivi, in Italia sono rimborsati dall'assistenza sanitaria pubblica previa prescrizione medica, ma soltanto nelle versioni dotate di funzionalità medio-bassa.

## Endoprotesi ortopediche
Le endoprotesi sono componenti sostitutive di articolazioni o porzioni di esse di impianto esclusivamente chirurgico che restituiscono funzionalità articolare.
La chirurgia ortopedica ha a disposizione varie endoprotesi studiate per sostituire diverse componenti scheletriche (ginocchio, anca, colonna vertebrale, ecc.), ognuna di queste rispecchia il più possibile la morfologia e soprattutto la funzionalità della parte che andrà a sostituire.
L'endoprotesi d'anca può essere:
- Endoprotesi parziale: si sostituisce chirurgicamente o la parte femorale oppure la parte cotiloidea con una componente protesica che andrà ad interfacciarsi con la componente naturale.
- Protesi totale (artroprotesi): si asporta la porzione prossimale del femore e il cotile con appropriate tecniche chirurgiche sostituendo poi queste componenti con due diverse endoprotesi (femorale+cotiloidea)

Un'ulteriore distinzione può essere operata tra intervento di protesi cementata e non cementata. La protesi che si applica a pazienti in buono stato di salute è quella non cementata, fissata solamente a pressione in modo che siano le fasi biologiche di osteointegrazione, agevolate dai materiali con cui è rivestita o direttamente prodotta la protesi, ad apportarne la 'saldatura' definitiva. La protesi cementata, invece, è realizzata inserendo una colata di cemento come collante tra l'osso e l'inserto protesico da applicare, laddove le condizioni ossee del paziente (dovute ad età o patologie), non dovessero garantire la giusta stabilità. 
La scelta tra le possibilità dei materiali delle parti di sfregamento(testa/inserto del cotile) da utilizzare, viene effettuata dallo staff chirurgico in base alle caratteristiche del soggetto: età, prospettiva di vita, attività lavorativa, ecc. A seconda di queste caratteristiche si opterà per la soluzione ritenuta più appropriata(ceramica/ceramica, metallo/metallo, metallo/polietilene).
La protesi di ginocchio può essere:
- Monocompartimentale: si sostituisce chirurgicamente la parte mediale o laterale del femore distale e della tibia prossimale per sostituirla con apposite protesi di materiale metallico o ceramico che articolano su apposito spaziatore (o inserto) generalmente di polietilene.

Nelle protesi monocompartimentali non vengono rimossi il crociato anteriore e posteriore.
- Protesi totale (artroprotesi): si sostituisce chirurgicamente tutta l'articolazione, femore distale, tibia prossimale, e menischi, con protesi di materiale metallico o ceramico che articolano su apposito spaziatore (o inserto) generalmente di polietilene.

Nella protesi totale di ginocchio è prevista la rimozione del crociato anteriore, e la possibilità di conservare o meno il crociato posteriore, a seconda del tipo di protesi utilizzata CR (a ritenzione del crociato) o PS (stabilizzazione posteriore).